# Bonaventure Patrick Paul
Bonaventure Patrick Paul (* 26. März 1929 in Karachi, Pakistan; † 18. Januar 2007) war ein pakistanischer Geistlicher und Bischof von Hyderabad in Pakistan.
Bonaventure Patrick Paul trat der Ordensgemeinschaft der Franziskaner bei und empfing nach seiner theologischen Ausbildung im Portiuncula-Kloster in Karachi am 3. Januar 1954 die Priesterweihe. Er war in der Seelsorge in Karachi tätig. 
1967 wurde er von Papst Paul VI. zum Apostolischen Administrator von Hyderabad bestellt und 1971 zum Bischof des Bistums Hyderabad ernannt. 1990 wurde seinem Rücktrittsgesuch von Papst Johannes Paul II. stattgegeben. Von 1998 bis 2001 war er Vorsitzender der Nationalen Kommission für Gerechtigkeit und Frieden der pakistanischen Bischöfe.